# Huub Duijn
Huub Duijn (Onderdijk, 1 september 1984) is een Nederlands voormalig wielrenner.

## Loopbaan
Duijns carrière begon in 2003 bij de wielerploeg Bert Story-Piels. In 2005 reed hij in dienst van het continental team Moser-AH-Trentino. Dat jaar leverde hem een aantal ereplaatsen op waardoor hij in 2006 kon overstappen naar de opleidingsploeg Rabobank Continental Team. In dit seizoen won hij onder meer een etappe in de Triptyque des Monts et Châteaux en de vierde etappe in de Ronde van Vlaams-Brabant. Duijns doorbraak kwam in oktober van dat jaar, toen hij de belofteneditie van de klassieker Parijs-Tours won. Van 2007 tot 2009 stond Duijn als professional onder contract bij het Amerikaanse Professionele Continental Team Garmin-Slipstream. In 2010 kwam hij uit voor Team NetApp. Hierna maakte hij de overstap naar het Continentale Team Donckers Koffie-Jelly Belly. Van 2012 tot en met 2014 reed hij voor Cyclingteam De Rijke. In 2015 werd Huub Duijn actief voor de Nederlandse ploeg Roompot Oranje Peloton, om in 2017 over te stappen naar Veranda's Willems-Crelan. In 2019 ging hij terug naar de Roompot-Charles formatie. Duijn beëindigde eind 2019 zijn loopbaan.

## Belangrijkste overwinningen
2003
Trofee van Haspengouw
2004
Westfriese Dorpenomloop
2006
1e etappe Triptyque des Monts et Châteaux, Beloften
4e etappe Ronde van Vlaams-Brabant
1e etappe Triptyque des Barrages, Beloften
Parijs-Tours, Beloften
2009
1e etappe Ronde van Qatar (ploegentijdrit)
GP Dr. Eugeen Roggeman – Stekene
2011
8e etappe Crocodile Trophy
2013
1e etappe Ronde van Portugal (ploegentijdrit)
2017
Rad am Ring

## Resultaten in voornaamste wedstrijden
| Jaar | Gent-Wevelgem | Ronde van Vlaanderen | Parijs-Roubaix | Amstel Gold Race | Luik-Bast.‑Luik | Ronde van Lombardije | Brabantse Pijl | Waalse Pijl |
| ---- | ------------- | -------------------- | -------------- | ---------------- | --------------- | -------------------- | -------------- | ----------- |
| 2008 |               |                      |                | opgave           | 117e            |                      |                |             |
| 2009 |               | 80e                  | opgave         | opgave           | opgave          | 116e                 |                |             |
| 2015 |               |                      |                | 88e              | 45e             |                      | 27e            | 51e         |
| 2016 |               |                      |                | 66e              | 32e             |                      | 13e            | 33e         |
| 2017 | 63e           | 54e                  |                |                  |                 |                      | 30e            |             |
| 2018 | 62e           | 70e                  |                |                  |                 |                      | 8e             |             |
| 2019 |               |                      |                | 42e              |                 |                      |                |             |

## Ploegen
- 2003 –  Cycling Team Bert Story-Piels
- 2005 –  Team Moser-AH-Trentino
- 2006 –  Rabobank Continental Team
- 2007 –  Team Slipstream
- 2008 –  Garmin-Chipotle presented by H3O [a]
- 2009 –  Garmin-Slipstream
- 2010 –  Team NetApp
- 2011 –  Donckers Koffie-Jelly Belly
- 2012 –  Cyclingteam De Rijke-Shanks
- 2013 –  Cyclingteam De Rijke-Shanks
- 2014 –  Cyclingteam De Rijke
- 2015 –  Roompot Oranje Peloton
- 2016 –  Roompot Oranje Peloton
- 2017 –  Veranda's Willems-Crelan
- 2018 –  Veranda's Willems-Crelan
- 2019 –  Roompot-Charles

Aernouts ·
de Baat ·
Boom ·
van Dulmen ·
Duijn ·
van Emden ·
Flens ·
Gesink ·
Groenendaal · 
de Knegt ·
Kozontsjoek ·
Leezer ·
Maaskant ·
Nys ·
Popov ·
Reus (tot 30/06) ·
Ruijgh ·
Stamsnijder ·
Vanthourenhout ·
van der Velde ·
Veelers ·
Walker (tot 30/06)
Butterfield ·
Caldwell ·
Cozza ·
Creed · 
Donald ·
Duggan ·
Duijn ·
Euser ·
Friedman ·
Frischkorn ·
Howes ·
Huff ·
Johnson ·
Lange ·
Lewis ·
MacGregor ·
McCarty ·
Parisien ·
Pate ·
Patour ·
Peterson ·
Tolleson ·
Martin (stagiair) ·
Stetina (stagiair) 
Bäckstedt ·
Caldwell ·
Cozza ·
Danielson · 
Dean ·
Donald ·
Duggan ·
Duijn ·
Euser ·
Farrar ·
Friedman ·
Frischkorn ·
Hesjedal ·
Holloway ·
Laurent ·
Lowe ·
Maaskant ·
Martin ·
McCarty ·
Millar · 
Pate ·
Patour ·
Peterson ·
Sutton ·
Vande Velde ·
Zabriskie
Caldwell ·
Cozza ·
Danielson · 
Dean ·
Dekkers ·
Donald ·
Duggan ·
Duijn ·
Euser ·
Farrar ·
Friedman ·
Frischkorn (tot 30/09) ·
Hesjedal ·
Lowe ·
Maaskant ·
Martin ·
Meier ·
Meyer ·
Millar · 
Pate ·
Patour ·
Peterson ·
Sutton ·
Tuft ·
Vande Velde ·
van der Velde ·
Wiggins ·
Zabriskie ·
Howes (stagiair)
Cocquyt · Cornet · Cretskens · De Poortere · De Weer · Duijn · Geerts · Helven · Hovelijnck · Hulsmans · Ockeloen · Schets · Spragg · Stubbe · Van Den Bossche · R.van der Velde · A.van der Velde · Van Mechelen · Van Snick · Vanbilsen · Vanderaerden
Asselman · Duijn · van Empel · van Ginneken · van Goethem · Groenewegen · Honig · Hoogerland · Kerkhof · M. Kreder · R. Kreder · W. Kreder · Lammertink · Looij · de Maar · Slik · Terpstra · de Vries
Bille · Cordeel · De Bondt · Devolder · Dupont · Duijn · Godrie · Goolaerts · Jaspers · Kruopis · Merlier · Prémont · van Aert · Van Breussegem · Van Zummeren · Vergaerde · Livyns (stagiair) · Teugels (stagiair)
De Bie · De Bondt · De Witte · Devolder · Duijn · Godrie · Goolaerts · Kruopis · Leysen · Livyns · Merlier · Steels · Tanner · van Aert · Van Breussegem · Waeytens
Asselman · Boom · De Bie · De Witte · Duijn · M. Lammertink · Leysen · Livyns · Reinders · Riesebeek · Steels · Timmermans · Van Ginneken · Van der Lijke · Van Poppel · van Schip · Van Staeyen · Weening